# 郭淐
郭淐（1563年—1622年），字原仲，號蘇門，又號水陽，河南卫辉府新乡县人，明朝政治人物。

## 生平
萬曆十六年（1588年）戊子科河南鄉試第六十四名。二十三年（1595年）乙未科會試第二百七十六名，登進士第二甲第三十四名進士。吏部觀政，
选取翰林院庶吉士，二十五年养病，二十六年十月授编修，二十八年七月管理六曹章奏。三十一年癸卯典試江西，三十三年充册封正使。三十四年十二月升右春坊右中允，丁憂守制，三十五年三月服除，復除原职，三十七年十二月升右谕德兼侍讲，三十九年四月管理诰敕，八月升右庶子兼翰林院侍读。四十年正月暂代王图掌翰林院事，同年八月与左谕德朱延禧任順天府壬子科正主考。因科场抡魁失士，十一月予假归里，家居十载。天启元年二月，起南京詹事府少詹事、掌南京翰林院事，疏辞不允。十一月升礼部右侍郎、兼翰林院侍读学士。天启二年（1622年）六月三十日卒于京城，寿六十岁，赐祭葬，赠荣禄大夫、礼部尚书、荫一子入國子監读书。载邑乘及中州人物传，祀乡贤、忠义两祠。

## 著作
著有《绿竹园诗文集》四卷、《苏门山房文草》四卷、《苏门山房诗草》二卷、《东事书》一卷、《郭氏家乘》一卷。

## 家族
曾祖郭孔嘉；祖父郭千之，名山縣主簿，贈鳳陽府通判；父郭蒙吉，凤阳府通判、蘇州府同知，封奉政大夫；母王氏（封宜人）。具庆下。兄郭淓（庠生）；弟郭湸（荆州知府、山东天津道副使）；郭滌（鴻臚寺序班）。